# راینهولد کاودر
راینهولد کاودر (آلمانی: Reinhold Kauder؛ زادهٔ ۳۰ ژانویهٔ ۱۹۵۰) قایقران کانو اهل آلمان است.